# Subkowskie Pole
Subkowskie Pole – osada kociewska w Polsce położona w województwie pomorskim, w powiecie tczewskim, w gminie Subkowy. Wieś jest częścią składową sołectwa Subkowy.
W latach 1975–1998 miejscowość administracyjnie należała do województwa gdańskiego.